# Niedamir (możny)
Niedamir – woliński możny i kupiec żyjący na początku XII wieku, w czasach misji chrystianizacyjnej św. Ottona z Bambergu. W młodości przebywał na dworze saksońskim, gdzie został ochrzczony i po powrocie do ojczyzny potajemnie wyznawał chrześcijaństwo. Znany z udzielania wsparcia misjonarzowi w czasie jego pobytu w Wolinie w czasie misji ewangelizacyjnej na Pomorzu w 1124 i 1128 roku oraz podczas podróży do Szczecina. Znany jest ze spisanego przez Ebbona Żywota św. Ottona z Bambergu.
Pod względem bogactwa i wpływów Niedamir należał do najsławniejszych wśród swoich współplemieńców. Według Ebbona posiadał znaczny majątek i cieszył się wielkim poważaniem wśród wolinian. Mimo że żył w środowisku nieprzychylnym chrześcijaństwu, zachował wiarę chrześcijańską w ukryciu. W czasie misji Ottona z Bambergu, gdy ten doznał zniewagi i napaści ze strony jednego z miejscowych pogan, Niedamir okazał mu życzliwość i zapewnił ochronę,  a Otton z kolei udzielał mu duchowego pokrzepienia. Udzielił Ottonowi konkretnej pomocy materialnej i logistycznej: dostarczył trzy łodzie zaopatrzone w zapasy żywności oraz osobiście towarzyszył mu jako przewodnik w podróży do Szczecina, gdzie misjonarz miał spotkać się z księciem. Po odprowadzeniu Ottona, Niedamir potajemnie powrócił nocą do swojego ludu w Wolinie, nie ujawniając swojego zaangażowania.
Dzięki jego pomocy Otton mógł kontynuować działalność ewangelizacyjną w Szczecinie, która – po dziewięciu tygodniach pobytu w mieście – doprowadziła do nawrócenia części mieszkańców.